# Teatro Principal (Santander)
El Teatro Principal fue un teatro situado en Santander (Cantabria, España).

## Descripción
Constaba de tres plantas de palcos con forma de galería. El segundo piso tenía capacidad para 100 espectadores. El patio de butacas disponía de dos hileras de sillones y bastantes lunetas. El paraíso o gallinero tenía bastante capacidad. Su aforo total era de hasta 880 personas. Su superficie era de casi 665 metros cuadrados y del techo de la sala colgaba una lámpara araña de considerables dimensiones. Manuel Dardalla y Anselmo Alfonso se encargaron de la ornamentación.

## Historia
Inaugurado el 6 de mayo de 1838 (su construcción había comenzado dos años antes), se situaba en la antigua ubicación de los Hornos del Rey, en la calle del Arcillero (donde también se encontraba el Apolo, otro pequeño teatro de corta existencia), desaparecida tras el incendio de 1941. La idea de levantar un edificio de este tipo surgió de la cantidad de representaciones que se venían realizando en ciertas plazas y locales de la ciudad desde el siglo XVIII. Fue el primer teatro estable con el que contó Santander y tuvo un coste superior al millón de reales. Lo diseñó Antonio de Arriete, quien abandonó el proyecto mediada la construcción.
En su escenario se llevaron a cabo representaciones como los sainetes y las zarzuelas. Fue reformado entre 1893 y 1894, regresando su actividad en diciembre de este último año. Se incendió en la madrugada del 30 de octubre de 1915. Posteriormente fue reconstruido, y allí estuvo instalada la sede del Ateneo desde marzo de 1921 hasta el incendio del 41, cuando el edificio quedó nuevamente dañado, por lo que se demolió. La asociación se trasladó a su actual ubicación, en la cercana calle Gómez Oreña.

### Citas web
- «TEATRO PRINCIPAL - CALLE CULTURA». callecultura.es. Consultado el 31 de marzo de 2016.

- «Un libro repasa la historia del Teatro Principal de Santander». www.europapress.es. Consultado el 16 de diciembre de 2017.